# Farkas János Chrysostom
Farkas János Chrysostom (Csorna, 1794. január 27. – Máramarossziget, 1850. június 25.) piarista rendi pap, tanár, költő.

## Élete
1819-ben Trencsénben volt piarista növendékpap; tanárkodott 1820–1823-ban Máramarosszigeten, 1824–1825-ben Debrecenben és Kalocsán, 1825–1826-ban Veszprémben, 1827-ben Nagykanizsán, 1828-ban Kolozsvárt, 1829–1831-ben Máramarosszigeten; 1832–1833-ban hitszónok volt Nagykárolyban; 1834-től 1843-ig Máramarosszigeten tanár és 1844–1845-ben vicerektor; 1845–1848-ban ugyanott gimnáziumi tanár és 1849-ben rektor és iskolaigazgató, 1850-ben spirituális.

## Munkái
- Elegia qua rev. dno Josepho Molnár cath. eccl. M. Varadinens. canonico, abbati… novi anni auspicium precatur nomine gymnasii Debreczinensis 1824
- Ode honoribus adm. rev. patris Joannis Bapt. Grosser; scholarum piarum per Hungariam et Transilvaniam praepositi provincialis a collegio Szigethiensi, dum illud canonice visitaret in debitae venerationis testimonium oblata mense Maio 1834. Szigethi
- Méltgs Hám János szathmári püspök tiszteletére, midőn a szigethi e. kerületet törvényesen megjárná és abban bérmálna, örök tiszteletének jeléül áldozza a kegyes oskolák tanodalma. Szigethi. 1835
- Sacrum secundo primum, quod rev… Franc. Sal. Presburger, decanus provinciae S. P. anno aetatis octvagesimo sexto 1844. celebravit. Szigethi
- Honoribus ill. dni Stephani Kállay de Nagy-Kálló, i. c. Csanadiensis officii supremi comitis administrationis dum in c. regio cameralis administrationis Marmaros, administratoris munus auspicaretur. Szigethi, év n.